# Kongsmarken
Kongsmarken är en by i Lyngby socken, Lunds kommun. 
Kongsmarken var 1894–1948 en järnvägsstation på Malmö–Genarps Järnväg (MGJ). Åren 1902–1938 grävdes lera upp i en lertäkt i Kongsmarken till Klagshamns Cementverk.